# Shamsābād (ort i Indien, Uttar Pradesh, Farrukhābād)
Shamsābād är en ort i Indien.   Den ligger i distriktet Farrukhābād och delstaten Uttar Pradesh, i den norra delen av landet, 250 km sydost om huvudstaden New Delhi. Shamsābād ligger 158 meter över havet och antalet invånare är 25 266.
Terrängen runt Shamsābād är mycket platt. Runt Shamsābād är det tätbefolkat, med 683 invånare per kvadratkilometer. Närmaste större samhälle är Kaimganj, 10,3 km väster om Shamsābād. Trakten runt Shamsābād består till största delen av jordbruksmark.